# وداد مقدسي قرطاس
وداد مقدسي قرطاس (1909-1979) تربوية وكاتبة لبنانية.

## نشأتها
نشأت وداد مقدسي في أسرة متعلمة في بيروت، والتحقت في طفولتها بالمدرسة الأهلية للبنات في بيروت.

## المهنة
عملت وداد قرطاس في المدرسة الأهلية للبنات، حيث درست في طفولتها، لمدة أربعين عاماً كمعلمة، ثم 26 عاماً كمديرة. قبل أن تتقاعد عام 1972. كما درّست في الجامعة اللبنانية الأمريكية، وكانت عضوة في مجلس الأكاديمية اللبنانية للفنون الجميلة.
نشرت مذكراتها بعنوان "دنيا أحببتها باللغة العربية في عقد 1960. وترجمتها إلى الإنجليزية مع بعض التعديلات بعد تقاعدها نشرت نسخة منقّحة بعد وفاتها، وقد قدّمت لها الكاتبة نادين غورديمير، عام 2009. عام 2012، أنتجت مسرحية أخذت عن كتاب وداد قرطاس، كانت من بطولة فانيسا رديغريف وقد أنتجت أول الأمر في مهرجان برايتون، ثم أنتجت في جامعة كولومبيا، وعام 2015 في مهرجان العالمين في إيطاليا.

## حياتها الشخصية
تزوجت وداد من رجل أعمال من برمانا، وهو إيميل قرطاس. أنجبت أربعة أبناء منهم مريم قرطاس سعيد. أصيبت وداد بسكتة دماغية عام 1972 استمرت أعراضها حتى توفيت عام 1979 عن عمر ناهز 70 عاماً. يذكر أن حفيدتها نجلاء سعيد هي ممثلة وكاتبة مسرحية من مدينة نيويورك.